# القدس دراسة قانونية (كتاب)
القدس دراسة قانونية هو كتاب ألفه الأمير الحسن بن طلال، صدرت الطبعة الأولى من الكتاب باللغة الإنجليزية عن دار (longman) للنشر سنة 1797، وصدرت ترجمته إلى العربية سنة 1980، ويضم الكتاب ثلاثة موضوعات رئيسية هي: المسائل القانونية، والأماكن المقدسة، والخلفيات التاريخية.

## محتوى الكتاب
يتحدث الكتاب بشكل عام عن دراسة الوضع القانوني لمدينة القدس والأماكن المقدسة ويعطي لمحة تاريخية عن القدس بدءاً من العهود الأولى للمدينة، مروراً بالعهد البيزنطي، والعهد العثماني، وعهد الانتداب (1922-1948)، وعهد المدينة المقسَّمة (1949-1967) وانتهاءً بعهد المدينة الموحَّدة (1967-1979).
ختم الأمير الحسن بن طلال الكتاب بعبارة:
| القدس دراسة قانونية (كتاب) | ويمكن أن تتجلى الطبيعة الحقة لإدعاء اليهود حقا تاريخيا دينيا في القدس، من كلمات موشيه ديان أمام حائظ المبكى في السابع من حزيران سنة 1967:" ها قد عدنا إلى هذا الهيكل الأقدس ولن نبارحه أبدا. إن أي ارتباط خلال القرون الثمانية عشر الأخيرة يعبر عنه الحنين اليهودي إلى العودة إلى القدس ليس ارتباطا تاريخيا ولا إقليميا، ولا يضفي حقا مقنعا في السيادة الإقليمية استنادا إلى القانون الدولي المعاصر | القدس دراسة قانونية (كتاب) |